# Liste der Baudenkmäler in Dorfen

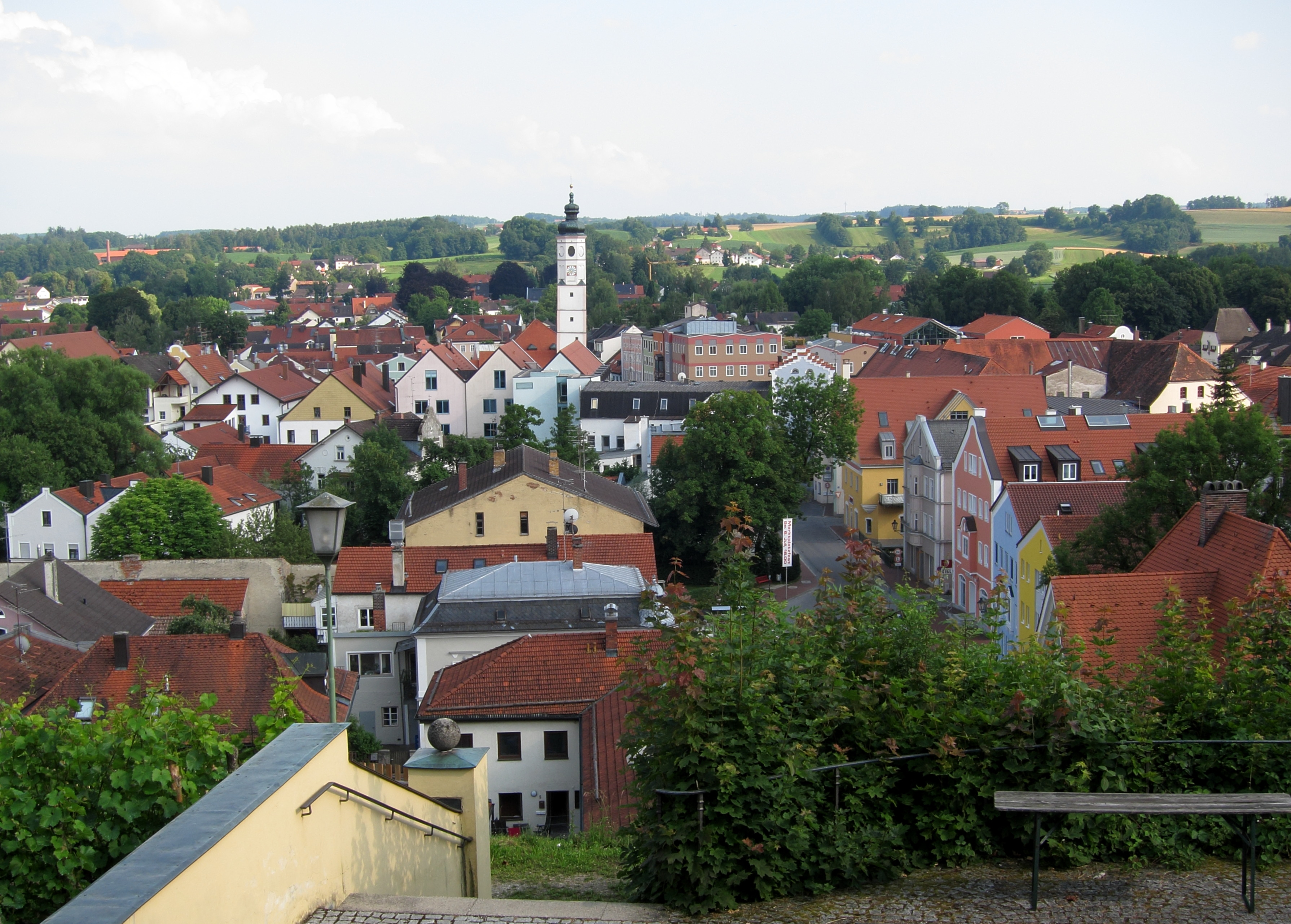
Blick auf Dorfen

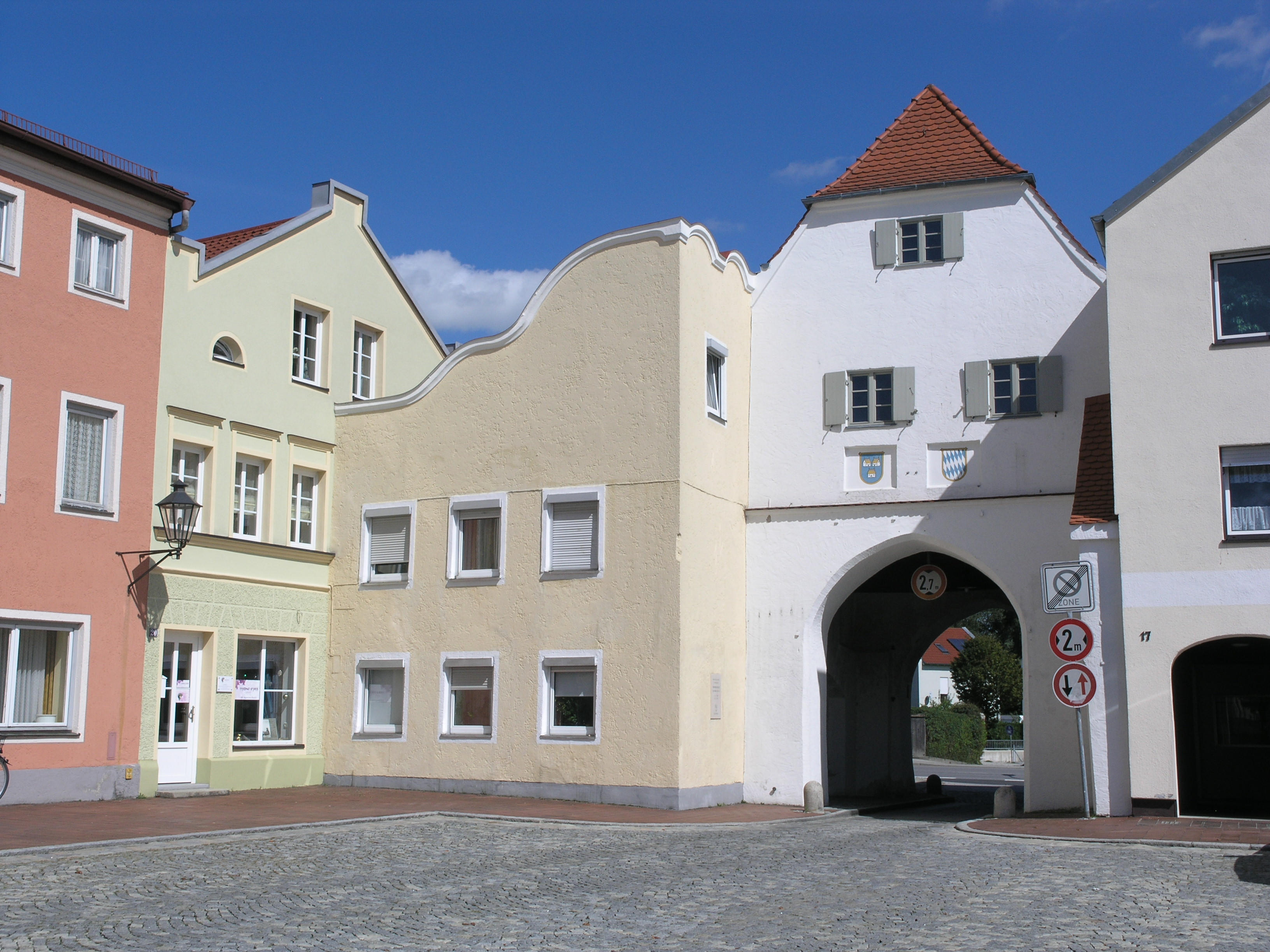
Altöttinger Tor mit Halbhaus und kleinem Wohnhaus

Auf dieser Seite sind die Baudenkmäler in der oberbayerischen Stadt Dorfen zusammengestellt. Diese Tabelle ist eine Teilliste der Liste der Baudenkmäler in Bayern. Grundlage ist die Bayerische Denkmalliste, die auf Basis des Bayerischen Denkmalschutzgesetzes vom 1. Oktober 1973 erstmals erstellt wurde und seither durch das Bayerische Landesamt für Denkmalpflege geführt wird. Die folgenden Angaben ersetzen nicht die rechtsverbindliche Auskunft der Denkmalschutzbehörde.

## Ensembles

### Ensemble Ortskern Dorfen
Der etwa rechteckige historische Bereich des früheren Marktes stellt sich im Wesentlichen in der kreuzförmigen Durchdringung zweier Straßen von großzügiger Weite dar.
Diese planmäßige Anlage am rechten Ufer der Isen geht auf die Zeit der territorialpolitischen Anstrengungen Herzog Ludwig d. Kelheimers und Herzog Otto I. v. Bayern im 13. Jahrhundert zurück. Um 1230 angelegt, wurde Dorfen Stützpunkt gegen das Hochstift Freising und die Grafschaft Haag, erhielt 1331 Marktrechte und entwickelte sich zu einem bäuerlichen Markt, dessen Gepräge infolge der geschlossenen Bauweise ein städtisches wurde. 1954 erhielt die Gemeinde das Stadtrecht.
Die westöstliche Platzfolge Marienplatz/Unterer Markt liegt in Richtung der alten Handelsstraße im Isental, die süd-nördliche Folge Rathausplatz/Kirchtorplatz zielt auf den Übergang über die Isen. Die vier verschieden großen Teile des Ensembles haben ihren Angelpunkt in der Marktkirche St. Vitus von 1390, die in alle Platzräume hineinwirkt, jedoch vom Schnittpunkt der Achsen leicht zurückgesetzt ist. An den äußeren Enden sind die einzelnen Plätze saalartig abgeschlossen, auf drei Seiten durch die im Kern mittelalterlichen Tore. Die geschlossene Bebauung zeigt vorwiegend giebelständige Häuser, meist dreigeschossig, vom Typ des altbayrischen Flachgiebelhauses, zum größten Teil in Gestaltungen des 19. Jahrhunderts (Neubarock und barockisierender Jugendstil).
Aktennummer: E-1-77-115-1

## Baudenkmäler nach Ortsteilen

### Dorfen
| Lage                                             | Objekt | Beschreibung | Akten-Nr.               | Bild                                                     |
| ------------------------------------------------ | --- | --- | ----------------------- | -------------------------------------------------------- |
| Bahnweg 14 (Standort)                            | Villenartiges Wohnhaus,                                                                                    | zweigeschossiger Satteldachbau auf hohem Sockelgeschoss mit Risaliten, Zwerchhäusern, gartenseitigem Standerker und origineller Fassadengestaltung, von Architekt Walter Sartorius, im Reformstil, um 1905 | D-1-77-115-148          | Villenartiges Wohnhaus,                                  |
| Erdinger Straße 1 (Standort)                     | Wohn- und Geschäftshaus                                                                                    | zweigeschossiger Satteldachbau mit reicher historisierender Fassadendekoration, um 1900/1910; Hofeinfahrt, gleichzeitig | D-1-77-115-1 Wikidata   | weitere Bilder                                           |
| Erdinger Straße 13 (Standort)                    | Wohnhaus                                                                                                   | zweigeschossiger Putzbau mit kleinem Dreieckserker und neubarocker Fassadendekoration, 1908. In arg heruntergekommenen und einsturznahen Zustand (Spätsommer 2022) | D-1-77-115-2 Wikidata   | Wohnhaus                                                 |
| Etzkapelle 3 (Standort)                          | Ehemalige Flurkapelle, sogenannte Etzkapelle                                                               | zur Rast und Sammlung der Dorfener Wallfahrer, stattlicher Satteldachbau mit Apsis, reicher Fassadengliederung und Dachreiter, 1705 | D-1-77-115-4 Wikidata   | weitere Bilder                                           |
| Herzoggraben 20 (Standort)                       | Villenartiges Wohnhaus                                                                                     | zweigeschossiger Satteldachbau mit Putzgliederungen und hölzernem Eingangsvorbau, Westseite mit Schweifgiebelrisalit, nach Plänen von Baumeister Johann Baptist Haydn, späthistoristisch, 1903; Werkstattgebäude mit Waschhaus und Holzlege, erdgeschossiger Satteldachbau mit Kniestock, gleichzeitig; Einfriedung, schmiedeeisern, in Formensprachen des Jugendstils, gleichzeitig | D-1-77-115-156          | weitere Bilder                                           |
| Johannisplatz (Standort)                         | Brückenfigur St. Johannes Nepomuk                                                                          | aus Holz, 18. Jahrhundert | D-1-77-115-7 Wikidata   | Brückenfigur St. Johannes Nepomuk                        |
| Johannisplatz 4 (Standort)                       | Wohn- und Geschäftshaus                                                                                    | zweigeschossiger Eckbau mit Eckerker, Mansardwalmdach und historisierender Fassadengestaltung, 1902 | D-1-77-115-8 Wikidata   | Wohn- und Geschäftshaus                                  |
| Johannisplatz 6 (Standort)                       | Wohnhaus                                                                                                   | repräsentativer zweigeschossiger Gruppenbau auf hohem Sockelgeschoss mit stadtseitigem Erkerturm, Halbwalmdach mit Fußwalm, im Reformstil, um 1910; mit Einfriedung, aus Stampfbeton, gleichzeitig | D-1-77-115-147          | weitere Bilder                                           |
| Josef-Martin-Bauer-Straße 17 (Standort)          | Wohnhaus                                                                                                   | Anlage aus zwei firstparallelen, versetzt angeordneten erdgeschossigen Satteldachbauten, durch niedrigeren Zwischenbau verbunden; mit Ausstattung; mit separatem Garagenbau; für den Schriftsteller Josef Martin Bauer errichtet, von Sep Ruf, 1936 | D-1-77-115-149 Wikidata | Wohnhaus                                                 |
| Kirchtorplatz 1 Unterer Marktplatz 42 (Standort) | Ehemaliges Brothaus                                                                                        | zweigeschossiger Putzbau mit Flachsatteldach und Holzbalkon, im Kern 16. Jahrhundert | D-1-77-115-31 Wikidata  | Ehemaliges Brothaus                                      |
| Kirchtorplatz 3 (Standort)                       | Wohnhaus                                                                                                   | mit abgetreppter Fassade, Ende 19. Jahrhundert | D-1-77-115-10 Wikidata  | Wohnhaus                                                 |
| Kirchtorplatz 3 (Standort)                       | Nördliches Stadttor, sogenanntes Kirchtor oder Münchner Tor                                                | viergeschossiger Turm mit Staffelgiebel, im Kern 16. Jahrhundert, gotisierend überarbeitet und Wohnhaus mit Flachdach angefügt Ende 19. Jahrhundert | D-1-77-115-11 Wikidata  | weitere Bilder                                           |
| Kommerzienrat-Meindl-Straße 1 a (Standort)       | Wohnhaus Meindl                                                                                            | Bungalow aus versetzt angeordneten Teilen, in geschlämmtem Ziegelmauerwerk mit großflächigen, teils raumhohen Fensteröffnungen zum Garten, Umgang mit Freisitz unter weit überstehendem Flachwalmdach auf Rundholzstützen, mit Gartenmauer und Garagenbau, von Sep Ruf, 1946 | D-1-77-115-125 Wikidata | Wohnhaus Meindl                                          |
| Am Marienplatz (Standort)                        | Westliches Stadttor, sogenanntes Oberes oder Isener Tor                                                    | verputzter viergeschossiger Backsteinbau mit Schopfwalmdach, 1928/29 auf älterer Grundlage umgebaut und aufgestockt | D-1-77-115-15 Wikidata  | weitere Bilder                                           |
| Marienplatz 2 (Standort)                         | Ehemaliger Brauereigasthof                                                                                 | an Oberes Tor anschließender dreigeschossiger Satteldachbau mit mittigem Erker, 1928/29 | D-1-77-115-127 Wikidata | Ehemaliger Brauereigasthof                               |
| Marienplatz 2 (Standort)                         | Ehemaliges Brauereigasthaus, sogenannte Bräuwinkl-Stuben                                                   | westlicher Teil des zweigeschossigen Doppelhauses, Satteldachbau mit Vorschuss, halbrundem Giebelaufsatz und Bodenerker, Ende 16. Jahrhundert | D-1-77-115-12 Wikidata  | Ehemaliges Brauereigasthaus, sogenannte Bräuwinkl-Stuben |
| Marienplatz (Standort)                           | Mariensäule                                                                                                | bezeichnet 1854 | D-1-77-115-14 Wikidata  | Mariensäule                                              |
| Nähe Mühlangerstraße (Standort)                  | Bundwerkstadel                                                                                             | mit reichem Gitterwerk, um 1840 | D-1-77-115-5 Wikidata   | weitere Bilder                                           |
| Rathausplatz 3 (Standort)                        | Im Rathaus drei Ölgemälde                                                                                  | des Münchner Malers Kaspar Sing vom Ende des 17. Jahrhunderts | D-1-77-115-16 Wikidata  | weitere Bilder                                           |
| Ruprechtsberg 1 (Standort)                       | Ehemaliges Wallfahrtspriesterhaus und Priesterseminar, jetzt Kloster der Armen Schulschwestern (seit 1915) | dreigeschossige Vierflügelanlage mit Walmdach und integrierter Hauskapelle, Südtrakt erbaut 1717, erweitert zur Vierflügelanlage mit Kapelle 1776; mit Ausstattung; Klosterpforte auf der Ostseite, wohl 1776; Remise, erdgeschossiger Satteldachbau mit Walm und Vorhalle, zweite Hälfte 19. Jahrhundert.                                                                           | D-1-77-115-17 Wikidata  | weitere Bilder                                           |
| Ruprechtsberg 3 (Standort)                       | Katholische Pfarr- und Wallfahrtskirche Maria Dorfen                                                       | Wandpfeilerkirche mit eingezogenem polygonalem Chorschluss, angefügter Sakristei und Chorflankenturm in frühklassizistischem Stil, 1782–1786 von Mathias Rösler, wenige Reste des spätgotischen Vorgängerbaus, Mitte 15. Jahrhundert; mit Ausstattung | D-1-77-115-19 Wikidata  | weitere Bilder                                           |
| Ruprechtsberg 4 (Standort)                       | Ehemalige Kapelle, jetzt Kriegergedächtniskapelle, sogenannte Schulterwundenkapelle                        | kleiner Saalbau mit geradem Chorabschluss und Dachreiter auf spätgotischer Grundlage, 1715 | D-1-77-115-20 Wikidata  | weitere Bilder                                           |
| Ruprechtsberg 6 (Standort)                       | Pfarrhof                                                                                                   | dreigeschossiger Walmdachbau mit doppeltem Zwerchhaus im Stil des Neubarock, errichtet nach dem Entwurf des Architekten Franz Xaver Boemmel, bezeichnet 1914 | D-1-77-115-18 Wikidata  | weitere Bilder                                           |
| Ruprechtsberg 20 (Standort)                      | Friedhof                                                                                                   | ummauerte symmetrische Anlage mit Torbogen, Leichenhalle und Gruftarkadenwänden, zweite Hälfte 19. Jahrhundert; Grabdenkmäler des späten 19. bis frühen 20. Jahrhunderts. | D-1-77-115-3 Wikidata   | weitere Bilder                                           |
| St. Sebastian 1 (Standort)                       | Ehemalige Pestkapelle St. Sebastian, jetzt evangelisch-lutherische Kirche                                  | kleiner Saalbau mit Chorscheitelturm und angefügter Sakristei, Langhaus spätgotisch, Turm und Chor 18. Jahrhundert; mit Ausstattung | D-1-77-115-21 Wikidata  | weitere Bilder                                           |
| Unterer Marktplatz 18 (Standort)                 | Östliches Stadttor, sogenanntes Unteres oder Altöttinger Tor                                               | zweizonig mit Krüppelwalmdach, um 1530 | D-1-77-115-22 Wikidata  | weitere Bilder                                           |
| Unterer Marktplatz 19 (Standort)                 | Wohnhaus                                                                                                   | zweigeschossiger Putzbau mit halbem Schweifgiebel, 18. Jahrhundert | D-1-77-115-23 Wikidata  | Wohnhaus                                                 |
| Unterer Marktplatz 20 (Standort)                 | Wohnhaus                                                                                                   | zweigeschossiger Flachsatteldachbau mit Rauputzgliederung und Fensterbekrönungen, um 1860/70 | D-1-77-115-24 Wikidata  | Wohnhaus                                                 |
| Unterer Marktplatz 25 (Standort)                 | Wohn- und Geschäftshaus                                                                                    | dreigeschossiger Satteldachbau mit Schweifgiebel im Stil der Neorenaissance, um 1910 | D-1-77-115-25 Wikidata  | Wohn- und Geschäftshaus                                  |
| Unterer Marktplatz 26 (Standort)                 | Wohn- und Geschäftshaus                                                                                    | zweigeschossiger Satteldachbau mit Neurenaissancegliederung, um 1870 | D-1-77-115-26 Wikidata  | Wohn- und Geschäftshaus                                  |
| Unterer Marktplatz 34 (Standort)                 | Gasthaus zum Jakobmayer                                                                                    | zweigeschossiger Satteldachbau mit Mezzanin und Fassade im barockisierenden Jugendstil, um 1910 | D-1-77-115-27 Wikidata  | Gasthaus zum Jakobmayer                                  |
| Unterer Marktplatz 36 (Standort)                 | Wohn- und Geschäftshaus                                                                                    | neubarocke Fassade mit Erker, um 1910 | D-1-77-115-28 Wikidata  | Wohn- und Geschäftshaus                                  |
| Unterer Marktplatz 37 (Standort)                 | Wohn- und Geschäftshaus                                                                                    | dreigeschossiger Satteldachbau mit Schweifgiebel und Erker im Stil der Neurenaissance, um 1910 | D-1-77-115-29 Wikidata  | Wohn- und Geschäftshaus                                  |
| Unterer Marktplatz 38 (Standort)                 | Gasthaus                                                                                                   | breiter zweigeschossiger Satteldachbau mit Schweifgiebel, zwei Flacherkern und neuklassizistischem Putzdekor, ein Erker bezeichnet 1759, der andere 1910 | D-1-77-115-30 Wikidata  | Gasthaus                                                 |
| Unterer Marktplatz 43 (Standort)                 | Katholische Marktkirche St. Vitus                                                                          | spätgotischer Saalbau mit eingezogenem Polygonalchor, angefügter Sakristei und Westturm mit Spindelhelm, um 1390, barocker Ausbau 17. und 18. Jahrhundert; mit Ausstattung | D-1-77-115-32 Wikidata  | weitere Bilder                                           |
| Unterer Marktplatz (Standort)                    | Floriansbrunnen                                                                                            | gusseiserner Laufbrunnen im Stil der Neurenaissance, letztes Viertel 19. Jahrhundert | D-1-77-115-33 Wikidata  | Floriansbrunnen                                          |

### Algasing
| Lage                  | Objekt                                          | Beschreibung                                                                                   | Akten-Nr.              | Bild           |
| --------------------- | ----------------------------------------------- | ---------------------------------------------------------------------------------------------- | ---------------------- | -------------- |
| Algasing 1 (Standort) | Klosterkirche St. Josef der Barmherzigen Brüder | schlichter Saalbau mit leicht eingezogenem Polygonalchor und Dachreiter, 1875; mit Ausstattung | D-1-77-115-36 Wikidata | weitere Bilder |

### Bonesmühle
| Lage                       | Objekt                           | Beschreibung                                                                                       | Akten-Nr.              | Bild                             |
| -------------------------- | -------------------------------- | -------------------------------------------------------------------------------------------------- | ---------------------- | -------------------------------- |
| Nähe Bonesmühle (Standort) | Stadel der ehemaligen Bonesmühle | massiver Unterbau mit Bundwerk-Obergeschoss und eingebautem Getreidekasten, Anfang 19. Jahrhundert | D-1-77-115-39 Wikidata | Stadel der ehemaligen Bonesmühle |

### Brandlhub
| Lage                   | Objekt      | Beschreibung | Akten-Nr.              | Bild           |
| ---------------------- | ----------- | --- | ---------------------- | -------------- |
| Brandlhub 1 (Standort) | Dreiseithof | Wohnstallhaus, zweigeschossiger Flachsatteldachbau mit reichem Traufbundwerk, bezeichnet 1875; Stallstadel, zweigeschossiger Ziegelsteinbau mit Satteldach, gleichzeitig; Stadel-Remise, zweigeschossiger Ziegelsteinbau mit vorkragendem Satteldach und Fassadengliederung, gleichzeitig | D-1-77-115-40 Wikidata | weitere Bilder |

### Englschalling
| Lage                        | Objekt                                           | Beschreibung | Akten-Nr.              | Bild           |
| --------------------------- | ------------------------------------------------ | --- | ---------------------- | -------------- |
| In Englschalling (Standort) | Katholische Filialkirche St. Johannes der Täufer | kleiner Saalbau mit eingezogenem Polygonalchor und ziegelsichtigem Chorflankenturm, Langhaus spätromanisch, Chor und Turm zweite Hälfte 15. Jahrhundert; mit Ausstattung | D-1-77-115-45 Wikidata | weitere Bilder |

### Esterndorf
| Lage                     | Objekt                                | Beschreibung | Akten-Nr.              | Bild           |
| ------------------------ | ------------------------------------- | --- | ---------------------- | -------------- |
| Esterndorf 23 (Standort) | Katholische Filialkirche St. Leonhard | Saalbau mit eingezogenem Polygonalchor, angefügter Sakristei und Westturm mit Spindelhaube, spätgotisch um 1500, Langhaus im Kern älter; mit Ausstattung | D-1-77-115-46 Wikidata | weitere Bilder |

### Fanten
| Lage                 | Objekt                 | Beschreibung | Akten-Nr.               | Bild                   |
| -------------------- | ---------------------- | --- | ----------------------- | ---------------------- |
| Fanten 2a (Standort) | Ehemaliger Einfirsthof | westgerichteter erdgeschossiger Mitterstallbau mit Blockbau-Kniestock und flachem Satteldach, Anfang 19. Jahrhundert, Ausbauten und Erneuerungen um 1925/30 | D-1-77-115-124 Wikidata | Ehemaliger Einfirsthof |

### Geierseck
| Lage                   | Objekt  | Beschreibung                                                       | Akten-Nr.              | Bild           |
| ---------------------- | ------- | ------------------------------------------------------------------ | ---------------------- | -------------- |
| Geierseck 2 (Standort) | Kapelle | Putzbau mit Satteldach und kleiner Nische, bezeichnet 1821         | D-1-77-115-51 Wikidata | weitere Bilder |
| Geierseck 3 (Standort) | Remise  | Ständerbohlenstadel mit Satteldach, erstes Viertel 19. Jahrhundert | D-1-77-115-52 Wikidata | Remise         |

### Grünbach
| Lage                   | Objekt                                | Beschreibung | Akten-Nr.              | Bild           |
| ---------------------- | ------------------------------------- | --- | ---------------------- | -------------- |
| Grünbach 3 (Standort)  | Dreiseithof                           | Querstadel mit Bundwerk und Steildach, zweite Hälfte 18. Jahrhundert; Parallelstadel mit Riegelwänden, Bundwerk, Flachdach und eingebautem Getreidekasten, Ende 18. Jahrhundert, 1982 erneuert | D-1-77-115-57 Wikidata | weitere Bilder |
| In Grünbach (Standort) | Katholische Filialkirche St. Valentin | kleiner barocker Saalbau mit Polygonalchor, angefügter Sakristei und schmalem Chorflankenturm, um 1750; mit Ausstattung                                                                        | D-1-77-115-56 Wikidata | weitere Bilder |

### Grüntegernbach
| Lage                      | Objekt                               | Beschreibung | Akten-Nr.              | Bild           |
| ------------------------- | ------------------------------------ | --- | ---------------------- | -------------- |
| Hauptstraße 22 (Standort) | Katholische Pfarrkirche St. Nikolaus | spätgotische basilikale Anlage mit Polygonalchor, angefügter Sakristei und Chorflankenturm, im Kern erste Hälfte 15. Jahrhundert (Dachwerk Chor um 1428, Dachwerk Langhaus 1441, jeweils dendrologisch datiert), 1875 regotisiert und westlich erweitert; mit Ausstattung | D-1-77-115-58 Wikidata | weitere Bilder |

### Hampersdorf
| Lage                      | Objekt                                      | Beschreibung | Akten-Nr.              | Bild           |
| ------------------------- | ------------------------------------------- | --- | ---------------------- | -------------- |
| Hampersdorf 44 (Standort) | Ehemaliger Dreiseithof                      | Wohnteil des ehemaligen Wohnstallhauses, zweigeschossiger Massivbau mit flachem Satteldach und Traufbundwerk, im Kern Ende 18. Jahrhundert und erste Hälfte 19. Jahrhundert; Ehemalige Remise, ziegelsichtiger Satteldachbau, gleichzeitig | D-1-77-115-61 Wikidata | weitere Bilder |
| Hampersdorf 48 (Standort) | Katholische Filialkirche St. Peter und Paul | spätgotischer Saalbau mit Putzgliederung und polygonalem Chorabschluss, Anfang 16. Jahrhundert, Westturm mit Spindelhelm und Barockisierung von Anton Kogler, 1718/22; mit Ausstattung                                                     | D-1-77-115-60 Wikidata | weitere Bilder |

### Jaibing
| Lage                 | Objekt                                           | Beschreibung | Akten-Nr.              | Bild           |
| -------------------- | ------------------------------------------------ | --- | ---------------------- | -------------- |
| Jaibing 4 (Standort) | Katholische Filialkirche St. Johannes der Täufer | Saalbau mit leicht eingezogenem Polygonalchor, angefügter Sakristei und Westturm mit Zwiebelhaube, spätgotisch, Turm und barocke Umgestaltung von Johann Baptist Lethner, 1761; mit Ausstattung | D-1-77-115-63 Wikidata | weitere Bilder |

### Jakobrettenbach
| Lage                         | Objekt                             | Beschreibung | Akten-Nr.              | Bild           |
| ---------------------------- | ---------------------------------- | --- | ---------------------- | -------------- |
| Jakobrettenbach 5 (Standort) | Katholische Filialkirche St. Jakob | Saalbau mit Pilastergliederung und leicht eingezogener Apsis, angefügter Sakristei und Giebelreiter, bezeichnet 1731; mit Ausstattung | D-1-77-115-64 Wikidata | weitere Bilder |

### Kalling
| Lage                            | Objekt                           | Beschreibung | Akten-Nr.              | Bild           |
| ------------------------------- | -------------------------------- | --- | ---------------------- | -------------- |
| Kalling 1; Kalling 2 (Standort) | Schlosskapelle Unsere liebe Frau | kreisrunder Zentralbau mit Lisenengliederung und Kegeldach, Dominik Glasl zugeschrieben, um 1720; mit Ausstattung                                                                       | D-1-77-115-65 Wikidata | weitere Bilder |
| Kalling 2 (Standort)            | Schloss                          | dreigeschossiger kubischer Bau mit stark gestelztem Mansardwalmdach, um 1720 wohl unter Verwendung älterer Teile errichtet; Verbindungsbau zu Schlosskapelle mit Dachreiter nach Norden | D-1-77-115-66 Wikidata | weitere Bilder |

### Kirchstetten
| Lage                      | Objekt                               | Beschreibung | Akten-Nr.              | Bild           |
| ------------------------- | ------------------------------------ | --- | ---------------------- | -------------- |
| Kirchstetten 4 (Standort) | Katholische Filialkirche St. Michael | kleiner Saalbau mit polygonalem Chorabschluss und Chorflankenturm mit Zwiebelhaube, im spätgotisch Stil zweite Hälfte 15. Jahrhundert, Turmoberbau zweite Hälfte 17. Jahrhundert; mit Ausstattung | D-1-77-115-67 Wikidata | weitere Bilder |

### Kleinkatzbach
| Lage                       | Objekt                               | Beschreibung | Akten-Nr.              | Bild                   |
| -------------------------- | ------------------------------------ | --- | ---------------------- | ---------------------- |
| Kleinkatzbach 1 (Standort) | Stadel des Einzelhofes               | Satteldachbau mit massivem Erdgeschoss und Traufbundwerk, 1832                                                                    | D-1-77-115-71 Wikidata | Stadel des Einzelhofes |
| Kleinkatzbach 2 (Standort) | Katholische Filialkirche St. Andreas | zentralisierender Bau mit Pilastergliederung und Giebelreiter mit Zwiebelhaube, wohl Frühwerk Hans Koglers, 1665; mit Ausstattung | D-1-77-115-69 Wikidata | weitere Bilder         |

### Kloster Moosen
| Lage                         | Objekt             | Beschreibung | Akten-Nr.              | Bild           |
| ---------------------------- | ------------------ | --- | ---------------------- | -------------- |
| Kloster Moosen 22 (Standort) | Ehemaliges Schloss | viergeschossiger Walmdachbau mit verziertem Schornsteinaufsatz, wohl 17. Jahrhundert; Kapelle St. Katharina, anschließender Saalbau mit Apsis, angefügter Sakristei und kleinem östlichem Turm, gleichzeitig; mit Ausstattung Zur Zeit leerstehend, Weiternutzung steht (noch) nicht fest | D-1-77-115-72 Wikidata | weitere Bilder |
| Orlfinger Feld (Standort)    | Wegkapelle         | kleiner Putzbau mit klassizistischer Fassadengliederung, Anfang 19. Jahrhundert; mit Ausstattung | D-1-77-115-73 Wikidata | Wegkapelle     |

### Landersdorf
| Lage                      | Objekt                              | Beschreibung | Akten-Nr.               | Bild           |
| ------------------------- | ----------------------------------- | --- | ----------------------- | -------------- |
| Landersdorf 8 (Standort)  | Gasthof                             | zweigeschossiger Satteldachbau mit schmalem Traufband, neu erbaut 1911 | D-1-77-115-78 Wikidata  | weitere Bilder |
| Landersdorf 12 (Standort) | Katholische Filialkirche St. Martin | Saalbau mit eingezogenem Chor, angefügter Sakristei und Westturm mit Haubendach, von Johann Baptist Lethner, 1762; mit Ausstattung | D-1-77-115-77 Wikidata  | weitere Bilder |
| Landersdorf 21 (Standort) | Dreiseithof                         | Wohnstallhaus, zweigeschossiger Satteldachbau mit Kniestock und spätklassizistischem Fensterschmuck, bezeichnet 1892; Stallstadel, zweigeschossiger Putzbau mit Satteldach und Geschossband, bezeichnet 1876; Remise, Backsteinbau mit Satteldach, um 1900 | D-1-77-115-142 Wikidata | weitere Bilder |

### Lindum
| Lage                | Objekt                             | Beschreibung | Akten-Nr.              | Bild           |
| ------------------- | ---------------------------------- | --- | ---------------------- | -------------- |
| Lindum 8 (Standort) | Katholische Filialkirche Hl. Kreuz | kleine Saalkirche mit stark eingezogenem Polygonalchor, angefügter Sakristei und Giebelreiter, spätgotisch, 1458; mit Ausstattung | D-1-77-115-80 Wikidata | weitere Bilder |

### Mainbach
| Lage                  | Objekt                                       | Beschreibung | Akten-Nr.              | Bild           |
| --------------------- | -------------------------------------------- | --- | ---------------------- | -------------- |
| Mainbach 2 (Standort) | Katholische Filialkirche Hl. Kreuzauffindung | kleiner Saalbau mit polygonalem Chorabschluss und angefügter Sakristei, zweite Hälfte 15. Jahrhundert, bemalter Westturm, zweites Viertel 18. Jahrhundert; mit Ausstattung | D-1-77-115-84 Wikidata | weitere Bilder |

### Mösl
| Lage                                                 | Objekt                                  | Beschreibung | Akten-Nr.              | Bild           |
| ---------------------------------------------------- | --------------------------------------- | --- | ---------------------- | -------------- |
| Mösl 2 (Standort)                                    | Zwerchstadel                            | in Riegelbauweise mit Bundwerk und Satteldach, erste Hälfte 19. Jahrhundert                                                                                                 | D-1-77-115-34 Wikidata | Zwerchstadel   |
| Möslfeld (östlich der Einöde am Waldrand) (Standort) | Feldkapelle, sogenannte Fürmetz-Kapelle | Satteldachbau mit profiliertem Gesims und Okulusfenster im Giebel, bezeichnet mit "1878", erbaut 1878 von Martin und Babette Scheicher als Marienheiligtum; mit Ausstattung | D-1-77-115-35 Wikidata | weitere Bilder |

### Oberdorfen
| Lage                     | Objekt                            | Beschreibung | Akten-Nr.               | Bild           |
| ------------------------ | --------------------------------- | --- | ----------------------- | -------------- |
| Oberdorfen 31 (Standort) | Ehemaliges Mesnerhaus             | zweigeschossiger verputzter Satteldachbau mit segmentbogigen Fenstern und profiliertem Geschossgesims, Mitte 19. Jahrhundert                                                                                    | D-1-77-115-122 Wikidata | weitere Bilder |
| Oberdorfen 33 (Standort) | Katholische Pfarrkirche St. Georg | Saalbau mit nördlichem Seitenschiff, polygonalem Chorabschluss und angefügter Sakristei, erbaut 1468, Altarhaus barockisiert, Turm 1659 erneuert; Friedhof (alter Teil) und Ummauerung des 17./18. Jahrhunderts | D-1-77-115-86 Wikidata  | weitere Bilder |
| Oberdorfen 37 (Standort) | Pfarrhaus                         | zweigeschossiger Walmdachbau, mit Eck-Bodenerker, von Christophorus Zuccalli 1687–92, Um- und Ausbau 1784/85 | D-1-77-115-87 Wikidata  | weitere Bilder |

### Oberschiltern
| Lage                       | Objekt                                | Beschreibung | Akten-Nr.              | Bild           |
| -------------------------- | ------------------------------------- | --- | ---------------------- | -------------- |
| Oberschiltern 3 (Standort) | Katholische Filialkirche St. Kastulus | kleiner Saalbau mit Dachreiter in spätgotischem Stil, erbaut 1625; mit Ausstattung Innen im heruntergekommenen Zustand, wird von der Pfarrei auf Anraten der Diözese Freising aufgegeben. | D-1-77-115-91 Wikidata | weitere Bilder |

### Oswaldberg
| Lage                    | Objekt                 | Beschreibung | Akten-Nr.              | Bild           |
| ----------------------- | ---------------------- | --- | ---------------------- | -------------- |
| Oswaldberg 3 (Standort) | Ehemaliger Stallstadel | mit Getreidekasten des Dreiseithofes, zweigeschossiger Massivbau mit flachem Satteldach und Putzgliederung, um 1860/70 | D-1-77-115-93 Wikidata | weitere Bilder |

### Pemberg
| Lage                 | Objekt         | Beschreibung                                                                                                  | Akten-Nr.              | Bild           |
| -------------------- | -------------- | --- | ---------------------- | -------------- |
| Brunnholz (Standort) | Silverakapelle | Satteldachbau mit dreiseitigem Schluss und Dachreiter, westlich des Einzelhofes im Tal, 1891; mit Ausstattung | D-1-77-115-96 Wikidata | weitere Bilder |

### Polding
| Lage                 | Objekt     | Beschreibung | Akten-Nr.              | Bild       |
| -------------------- | ---------- | --- | ---------------------- | ---------- |
| Polding 3 (Standort) | Hofkapelle | kleiner Satteldachbau mit Ziegelornamentik und Treppengiebel, Mitte 19. Jahrhundert; mit Ausstattung Wird offenbar dem Verfall preisgegeben | D-1-77-115-98 Wikidata | Hofkapelle |

### Pöllsmoos
| Lage                   | Objekt                          | Beschreibung                                                                                      | Akten-Nr.              | Bild |
| ---------------------- | ------------------------------- | ------------------------------------------------------------------------------------------------- | ---------------------- | ---- |
| Pöllsmoos 1 (Standort) | Stall und Stadel des Hakenhofes | zweigeschossiger Massivbau mit Satteldach und teilweise mit Bundwerk, 1832 und 1912 (bezeichnet). | D-1-77-115-97 Wikidata | BW   |

### Prenning
| Lage                       | Objekt      | Beschreibung                                              | Akten-Nr.               | Bild        |
| -------------------------- | ----------- | --------------------------------------------------------- | ----------------------- | ----------- |
| Pfaffinger Feld (Standort) | Feldkapelle | kleiner Putzbau mit Satteldach, 1. Hälfte 19. Jahrhundert | D-1-77-115-100 Wikidata | Feldkapelle |

### Puch
| Lage                 | Objekt                                      | Beschreibung                                                               | Akten-Nr.               | Bild              |
| -------------------- | ------------------------------------------- | -------------------------------------------------------------------------- | ----------------------- | ----------------- |
| Nähe Puch (Standort) | Bildstock-Kapelle                           | kleiner Putzbau mit Satteldach, 1. Hälfte 19. Jahrhundert                  | D-1-77-115-104 Wikidata | Bildstock-Kapelle |
| Puch 4 (Standort)    | Ehemaliger Getreidekasten des Dreiseithofes | Blockbau-Obergeschoss auf Backsteinunterbau, zweite Hälfte 17. Jahrhundert | D-1-77-115-101 Wikidata | BW                |

### Sankt Colomann
| Lage                         | Objekt                                | Beschreibung | Akten-Nr.               | Bild           |
| ---------------------------- | ------------------------------------- | --- | ----------------------- | -------------- |
| In Sankt Colomann (Standort) | Katholische Filialkirche St. Kolomann | gedrungener Saalbau mit angefügter Sakristei und Westturm, zweite Hälfte 15. Jahrhundert, Turm 1678; mit Ausstattung | D-1-77-115-106 Wikidata | weitere Bilder |

### Schwindkirchen
| Lage                         | Objekt                                    | Beschreibung | Akten-Nr.               | Bild                               |
| ---------------------------- | ----------------------------------------- | --- | ----------------------- | ---------------------------------- |
| Am Sandberg 5 (Standort)     | Einfirsthof                               | zweigeschossiger Satteldachbau mit Traufbundwerk, zweites Viertel 19. Jahrhundert, 1886 erneuert | D-1-77-115-110 Wikidata | Einfirsthof                        |
| Schwindkirchen 7 (Standort)  | Wohnteil des ehemaligen Hakenhofes        | zweigeschossiger Massivbau mit flachem Satteldach, um 1850 | D-1-77-115-108 Wikidata | Wohnteil des ehemaligen Hakenhofes |
| Schwindkirchen 25 (Standort) | Katholische Pfarrkirche Mariä Himmelfahrt | frühklassizistischer Saalbau mit eingezogenem halbrundem Chorabschluss, angefügter Sakristei und Chorflankenturm, von Leonhard Matthäus Gießl 1782–84, Turmunterbau noch gotisch; mit Ausstattung; im Friedhof Grabstätte der Familie Dillis, um 1805 | D-1-77-115-107 Wikidata | weitere Bilder                     |
| Schwindkirchen 26 (Standort) | Einfirsthof                               | zweigeschossiger Flachsatteldachbau mit Quaderung und Fassadenmalerei, rückwärts Ständerriegel- und Bundwerkteil, um 1840/50 | D-1-77-115-109 Wikidata | weitere Bilder                     |

### Staffing
| Lage                  | Objekt                                | Beschreibung | Akten-Nr.               | Bild                                  |
| --------------------- | ------------------------------------- | --- | ----------------------- | ------------------------------------- |
| Staffing 2 (Standort) | Katholische Filialkirche St. Nikolaus | auf einer Anhöhe gelegener Saalbau mit polygonalem Chorabschluss und Chorflankenturm, zweite Hälfte 15. Jahrhundert, 1913 um zwei Langhausjoche verlängert, Turm noch 14. Jahrhundert, Turmobergeschoss mit Spitzhelm um 1896; mit Ausstattung. | D-1-77-115-113 Wikidata | Katholische Filialkirche St. Nikolaus |

### Untergebensbach
| Lage                 | Objekt                                                | Beschreibung                                                       | Akten-Nr.               | Bild           |
| -------------------- | ----------------------------------------------------- | ------------------------------------------------------------------ | ----------------------- | -------------- |
| Unterfeld (Standort) | Flurkapelle, sogenannte Sabeten- oder Seibold-Kapelle | Putzbau mit Satteldach und Eckpilaster, nach 1813; mit Ausstattung | D-1-77-115-139 Wikidata | weitere Bilder |

### Unterhausmehring
| Lage                           | Objekt                     | Beschreibung                                                                            | Akten-Nr.               | Bild                       |
| ------------------------------ | -------------------------- | --------------------------------------------------------------------------------------- | ----------------------- | -------------------------- |
| Unterhausmehring 12 (Standort) | Ehemaliges Kleinbauernhaus | zweigeschossiger Einfirsthof mit Steildach, Putzgliederung und Bundwerkteil, um 1840/50 | D-1-77-115-115 Wikidata | Ehemaliges Kleinbauernhaus |

### Wasentegernbach
| Lage                          | Objekt                                           | Beschreibung | Akten-Nr.               | Bild                    |
| ----------------------------- | ------------------------------------------------ | --- | ----------------------- | ----------------------- |
| Wasentegernbach 41 (Standort) | Ehemals Kleinbauernhaus                          | zweigeschossiger Einfirsthof mit Traufbundwerk und flachem Satteldach, 2. Viertel 19. Jahrhundert                                                           | D-1-77-115-117 Wikidata | Ehemals Kleinbauernhaus |
| Wasentegernbach 56 (Standort) | Katholische Filialkirche St. Johannes Evangelist | Saalbau mit leicht eingezogenem Polygonalchor, angefügter Sakristei und Westturm in einheitlichem spätgotischem Stil, Ende 15. Jahrhundert; mit Ausstattung | D-1-77-115-116 Wikidata | weitere Bilder          |

### Watzling
| Lage                  | Objekt                                             | Beschreibung | Akten-Nr.               | Bild           |
| --------------------- | -------------------------------------------------- | --- | ----------------------- | -------------- |
| Watzling 4 (Standort) | Katholische Filial- und Kuratiekirche St. Nikolaus | Saalbau mit eingezogener Apsis, angefügter Sakristei und Westturm mit Zwiebelhaube, Vorgängerbau 1670 durch Hans Kogler umgebaut, weitere Umbauten durch Anton Kogler 1710; mit Ausstattung | D-1-77-115-118 Wikidata | weitere Bilder |

### Zeilhofen
| Lage                   | Objekt                                          | Beschreibung | Akten-Nr.               | Bild                                            |
| ---------------------- | ----------------------------------------------- | --- | ----------------------- | ----------------------------------------------- |
| Zeilhofen 6 (Standort) | Katholische Filialkirche St. Antonius von Padua | Saalbau mit eingezogenem Polygonalchor, angefügter Sakristei und Westturm mit Narthex und Zwiebelhaube, im Kern spätgotisch, sonst Neubau wohl von Hans Kogler 1666; mit Ausstattung | D-1-77-115-121 Wikidata | Katholische Filialkirche St. Antonius von Padua |

## Ehemalige Baudenkmäler
In diesem Abschnitt sind Objekte aufgeführt, die früher einmal in der Denkmalliste eingetragen waren, jetzt aber nicht mehr. Objekte, die in anderem Zusammenhang – also z. B. als Teil eines Baudenkmals – weiter eingetragen sind, sollen hier nicht aufgeführt werden. Aktennummern in diesem Abschnitt sind ehemalige, jetzt nicht mehr gültige Aktennummern.

| Lage                                             | Objekt                       | Beschreibung                                                                                | Akten-Nr.               | Bild     |
| ------------------------------------------------ | ---------------------------- | ------------------------------------------------------------------------------------------- | ----------------------- | -------- |
| Berg Berg 1 (Standort)                           | Winkelhof                    | Winkelhof, Kleinstadel in Ständerbohlenbauweise, Mitte 18. Jahrhundert                      | D-1-77-115-38 Wikidata  | BW       |
| Großkatzbach Großkatzbach 13 (Standort)          | Bauernhaus                   | mit Traufbundwerk, erste Hälfte 19. Jahrhundert                                             | D-1-77-115-55 Wikidata  | BW       |
| Höhenberg Höhenberg 1 (Standort)                 | Dreiseithof                  | Wohnhaus mit Traufbundwerk, gegen Mitte 19. Jahrhundert                                     | D-1-77-115-62 Wikidata  | BW       |
| Landersdorf Landersdorf 15 (Standort)            | Ehemaliges Kleinbauernhaus   | erdgeschossig mit Giebelerker, zweite Hälfte 18. und Mitte 19. Jahrhundert                  | D-1-77-115-79 Wikidata  | BW       |
| Lindum Lindum 4 (Standort)                       | Flachdachstadel              | Ständerriegelbau mit Bundwerk, Ende 18. Jahrhundert (rückwärts angebaut)                    | D-1-77-115-81 Wikidata  | BW       |
| Loh Loh 9 (Standort)                             | Kleinstadel                  | in Riegel-Bundwerk, zum Teil massiv, Anfang 19. Jahrhundert                                 | D-1-77-115-82 Wikidata  | BW       |
| Norlaching Norlaching 8 (Standort)               | Bauernhaus des Dreiseithofes | erdgeschossig mit flachem Satteldach und Blockwerk-Kniestock, 18. und 19. Jahrhundert       | D-1-77-115-85 Wikidata  | BW       |
| Obergebensbach Obergebensbach 2 (Standort)       | Offener Dreiseithof          | mit Schopfwalmstadel, Bundwerk auf massivem Erdgeschoss, zweite Hälfte 18. Jahrhundert      | D-1-77-115-88 Wikidata  | BW       |
| Obergebensbach Obergebensbach 3 (Standort)       | Haufenhof                    | mit Backsteinstadel, Mitte 19. Jahrhundert                                                  | D-1-77-115-89 Wikidata  | BW       |
| Oberstollnkirchen Oberstollnkirchen 2 (Standort) | Parallelhof                  | Bundwerkstadel mit Satteldach und massivem Erdgeschoss, erstes Viertel 19. Jahrhundert      | D-1-77-115-92 Wikidata  | BW       |
| Parschenberg Parschenberg 5 (Standort)           | Kleinbauernhaus              | erdgeschossig mit Blockbau-Kniestock, 18. und 19. Jahrhundert                               | D-1-77-115-95 Wikidata  | BW       |
| Polding Polding 4 (Standort)                     | Hakenhof                     | mit Traufbundwerk, erste Hälfte 19. Jahrhundert                                             | D-1-77-115-99 Wikidata  | Hakenhof |
| Schwindkirchen Schwindkirchen 31 (Standort)      | Riegel-Bundwerkstadel        | mit Frackdach, 1. Drittel 19. Jahrhundert                                                   | D-1-77-115-111 Wikidata | BW       |
| Wölling Wölling 7 (Standort)                     | Querstadel des Hakenhofes    | mit Steildach, Riegel- und Bundwerkwand (zum Teil massiv), Ende 18. Jahrhundert             | D-1-77-115-119 Wikidata | BW       |
| Wolfeck Wolfeck 1 (Standort)                     | Kleiner Bundwerkstadel       | (Gitterbundwerk) mit eingebautem Getreidekasten in Blockbau, 18. und Anfang 19. Jahrhundert | D-1-77-115-120 Wikidata | BW       |

## Abgegangene Baudenkmäler
In diesem Abschnitt sind Objekte aufgeführt, die früher einmal in der Denkmalliste eingetragen waren, jetzt aber nicht mehr existieren, z. B. weil sie abgebrochen wurden. Aktennummern in diesem Abschnitt sind ehemalige, jetzt nicht mehr gültige Aktennummern.

| Lage                         | Objekt    | Beschreibung | Akten-Nr.              | Bild |
| ---------------------------- | --------- | --- | ---------------------- | ---- |
| Eibach Eibach 11 (Standort)  | Hakenhof  | zweigeschossiges Bauernhaus mit Traufbundwerk und flachem Satteldach, erste Hälfte 19. Jahrhundert Schon in den 2000-er Jahren durch ein Einfamilienhaus ersetzt. | D-1-77-115-44 Wikidata | BW   |
| Rumberg Rumberg 1 (Standort) | Bildstock | 17./18. Jahrhundert nebenstehenstehendes kleines Wirtschaftsgebäude und Bildstock durch modernes Wohnhaus ersetzt                                                 | D-1-77-115-105         | BW   |